# Związek Polskich Klubów Sportowych Śląska Opolskiego
Związek Polskich Klubów Sportowych Śląska Opolskiego - organizacja założona w 1935 roku w Bytomiu. Związek zrzeszła 10 polskich klubów sportowych z terenu Śląska Opolskiego. Działał pod wpływem Związku Polaków w Niemczech. Rozwiązany w 1937.